# بی‌حوصلگی

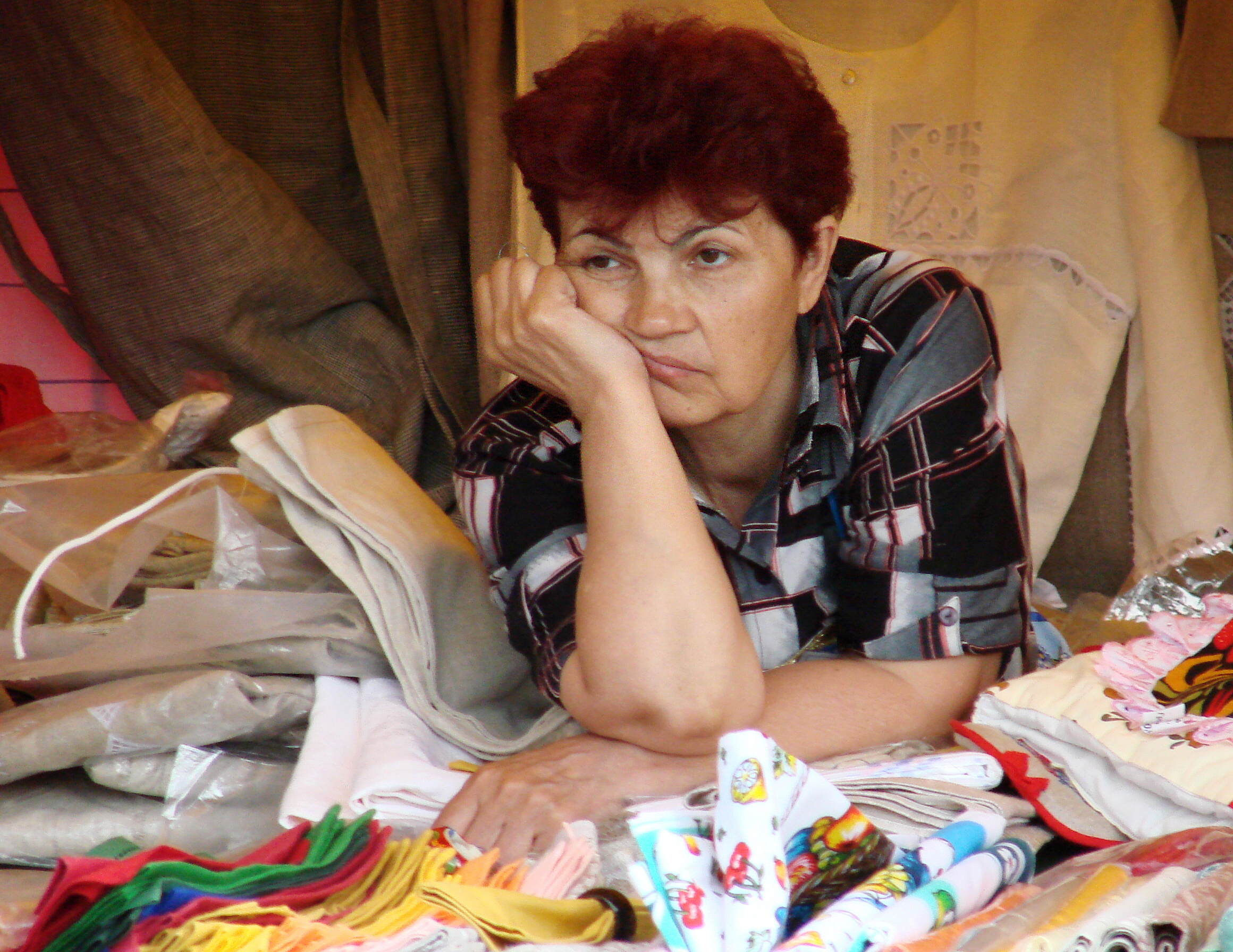
یک فروشنده سوغاتی که به نظر می‌رسد در انتظار مشتری حوصله‌اش سر رفته است.

در اصطلاح مرسوم، بی‌حوصلگی، سررفتن حوصله یا حوصله‌سررفتگی حالت احساسی و گاه روان‌شناختی است که وقتی فردی هیچ کارِ به خصوصی برای انجام دادن ندارد، تجربه می‌کند؛ علاقه‌ای به محیط اطراف خود ندارد، یا احساس می‌کند که یک روز یا دوره‌ای کسل‌کننده یا خسته‌کننده را می‌گذراند. دانشمندان نیز آن را به عنوان پدیده‌ای مدرن که دارای بعد فرهنگی است، درک می‌کنند. محققان معتقدند: «هیچ تعریفِ پذیرفته‌شدهٔ جهانی از حوصله‌سررفتگی وجود ندارد. اما هرچه که باشد، محققان معتقدند، این فقط اسم دیگری برای افسردگی یا بی‌اشتهایی نیست. به نظر می‌رسد سر رفتن حوصله حالت روانی خاص است که مردم آن را ناخوشایند می‌دانند - عدم تحریکی که به آن‌ها میل به خلاصی می‌دهد. علاوه‌بر آن با انبوهی از پیامدهای رفتاری، پزشکی و اجتماعی همراه است.» طبق اخبار بی‌بی‌سی، سر رفتن حوصله «... می‌تواند یک حالت خطرناک و مختل‌کننده ذهن باشد که به سلامتی شما آسیب می‌رساند»؛ با این حال تحقیق «... نشان می‌دهد که بدون سر رفتن حوصله نمی‌توانیم به ویژگی‌های خلاقانه خود دست یابیم.»